# 脇屋利貞
脇屋 利貞（わきや としさだ）は江戸時代の地下官人。
妙法院に侍として仕えた。

## 概要
天保6年（1835年）10月8日には57歳で従六位下・下総介に叙任された。嘉永4年（1851年）10月20日には73歳で従六位上に叙された。